# Vijay (acteur)
Pour les articles homonymes, voir Vijay.
Joseph Vijay Chandrasekhar (tamoul : ஜோசப் விஜய் சந்திரசேகர்), né le 22 juin 1974 à Chennai en Inde, est un acteur, chanteur, danseur et politicien indien célèbre travaillant dans le cinéma tamoul. 
Désigné par les fans et les médias comme Thalapathy (« commandant »), Vijay est l'un des acteurs les mieux payés et l'une des plus importantes de l'industrie du cinéma tamoul. Il a joué dans plus de soixante films en tant qu'acteur principal,.
Le premier rôle de Vijay était dans le crime d'action Vetri (1984) réalisé par son père S. A. Chandrasekhar. Il a continué à jouer en tant qu'enfant jusqu'à Ithu Engal Neethi en 1988. Il a joué le personnage principal de Naalaiya Theerpu (1992)à l'âge de 18 ans.
La comédie romantique, Poove Unakkaga (1996), réalisé par Vikraman, a été la première performance acclamée de Vijay dans sa carrière. En 1997, Kadhalukku Mariyadhai du réalisateur Fazil lui a valu le prix d'État du meilleur acteur. Thulladha Manamum Thullum (1999), Kushi (2000), Priyamanavale (2000) et Friends (2001) sont devenus par la suite des succès commerciaux et a fait de lui un acteur reconnu dans l'industrie.
Le succès du film Thirumalai (2003), a fait passer son personnage à l'écran d'acteur romantique à celui d'un héros d'action. Il est ensuite apparu en tant que joueur de kabaddi dans le blockbuster Ghilli (2004). Sa performance dans Thirupaachi (2005) lui a valu un prix spécial de cinéma d'État du Tamil Nadu. 
Par la suite de nombreux films se sont révélés de grands succès au box-office comme Sachein (2005), Sivakasi (2005), Pokkiri (2007), Kaavalan (2011), Velayudham (2011), Nanban (2012), Thuppakki (2012), Kaththi (2014), Theri (2016), Mersal (2017), Bigil (2019), Master (2021), Beast (2022), Leo (2023) et The Greatest of All Time (2024).

## Jeunesse et vie privée
Ses parents sont de confession chrétienne catholique. Vijay a étudié au Loyola College, université jésuite située à Madras. C'est là qu'il côtoie de nombreuses célébrités du cinéma tamoul : l'acteur Surya Sivakumar, le compositeur Yuvan Shankar Raja et le réalisateur Vishnuvardhan.
En 1999, il épouse Sangeetha Sornalingam, fille d'un industriel tamoul sri lankais installé en Grande-Bretagne. Le couple a aujourd'hui deux enfants : Jason Sanjay né le 26 août 2000 à Londres et Divya Saasha née le 9 septembre 2005 à Chennai.
Malgré de très bons résultats scolaires, Vijay abandonne ses études pour se consacrer à sa carrière d'acteur qu'il poursuit grâce à son père, le réalisateur S.A. Chandrasekar qui lui offre ses premiers rôles principaux.

## Style
Vijay a réussi à sceller sa place dans le cœur d'un jeune public. Ce qui a suivi dans les années à venir a été une série de films où il a joué le héros romantique et a conquis le public familial et les jeunes. Son aspect innocent et ses punchlines, couplés aux numéros de chansons appréciés, aux danses magnifiques, sont des éléments appréciés de ses fans. Son charisme énergique à l'écran et le fait qu'il ne fait certainement pas son âge en font aussi partie.

## Carrière d’acteur

### 1984-1988: Premiers pas dans le cinéma
Vijay commence sa carrière cinématographique avec des rôles mineurs dans les films tels que Vetri et Kudumbam en 1984, Naan Sigappu Manithan en 1985, Vasantha Raagam en 1986, Sattam Oru Vilayaattu en 1987 et Ithu Engal Neethi en 1988, tous réalisés par son père S. A. Chandrasekhar,,.

### 1992–1995: Les premiers rôles de protagoniste
Après avoir joué en tant qu'enfant artiste dans les films réalisés par son père, Vijay a commencé à jouer dans des rôles principaux à l'âge de 18 ans, comme dans Naalaiya Theerpu (1992), dirigé par son père. Bien que le film ait été un flop, il a sous-performé au box-office. Pour le deuxième film de Vijay, Chandrasekhar a décidé de demander de l'aide à l'acteur Vijayakanth, avec qui il avait travaillé dans ses débuts de réalisateurs. Vijay a joué le rôle de frère cadet de Vijayakanth dans Sendhoorapandi (1993). Le film a été un succès au box-office. En 1994, son film Rasigan est sorti, ce qui peut être considéré comme son premier succès mais non acclamé par la critique. C'était le premier film dans lequel Vijay a été crédité du préfixe Ilaya Thalapathy (jeune commandant), une épithète par laquelle il est devenu populaire auprès des fans et des médias pour le reste de sa carrière. Il avait des rôles principaux dans des films tels que Deva (1995) et Rajavin Parvaiyile (1995), dans lequel il a partagé la vedette avec l'acteur Ajith Kumar. Il a ensuite joué dans la comédie romantique Vishnu (1995) et la tragédie romantique Chandralekha (1995).

### 1996–2002: Percée et reconnaissance
Au début de 1996, les films de comédie romantiques Coimbatore Mappillai puis venant le blockbuster Poove Unakkaga dirigé par Vikraman, qui est devenu sa première performance acclamée ainsi que la percée dans la carrière de Vijay et a fait de lui une star reconnaissable. Le dixième film de Vijay, Vasantha Vaasal, a été suivi des films d'action Maanbumigu Maanavan et Selva qui ont subi tous des échecs répétés. En 1997, Vijay apparait dans Kaalamellam Kaathiruppen, Love Today et Once More, où il a partagé la vedette avec le vétéran tamoul Sivaji Ganesan et l'actrice Simran, et dans le film produit par Mani Ratnam, Nerukku Ner, réalisé par Vasanth et débutant avec la vedette. Suriya, le fils aîné de l'acteur Sivakumar. Kadhalukku Mariyadhai, réalisé par Fazil, a valu à Vijay un Tamil Nadu State Film Award du meilleur acteur. C'est le remake du film malayalam de Fazil, Aniyathipraavu. En 1998, Vijay a travaillé dans les films tels que Ninaithen Vandhai, Priyamudan et Nilaave Vaa, le premier étant le remake du film Télougou, Pelli Sandadi. En 1999, il apparait dans Thulladha Manamum Thullum d'Ezhil, avec Simran, lui valu un prix de cinéma d'État du Tamil Nadu pour le second meilleur film de l'année. Viennent ensuite des critiques mitigées comme Endrendrum Kadhal, Nenjinile et Minsara Kanna, ce dernier étant une direction de K. S. Ravikumar.
À partir de 2000, Vijay a commencé à s'engager dans des activités de divertissement, ce qui a marqué un changement de tendance. Pour son 25e film, le romantique thriller psychologique Kannukkul Nilavu réalisé par Fazil, ainsi que deux films romantiques Kushi et Priyamaanavale, ce dernier étant le remake du film Télougou Pavitra Bandham. Son film de comédie dramatique Friends (2001) a été réalisé par Siddique et l'a présenté dans le rôle principal aux côtés de Suriya à nouveau. Vijay a également joué dans Badri, un remake d'action du film Télougou, Thammudu et suivant le drame romantique Shahjahan. En 2002, il apparait dans le film d'action politique, Thamizhan au côté de Priyanka Chopra, faisant ses débuts d'actrice avant de s'établir comme une actrice de Bollywood. Plus tard, il a joué dans le film romantique Youth, remake du Télougou Chiru Navvuto suivi de l'action Bagavathi.

### 2003-2010: Conversion dans les films d'actions
Vijay a commencé 2003 avec les films Vaseegara et Pudhiya Geethai, le premier étant le remake du film Télougou, Nuvvu Naaku Nachav. Vient ensuite le film d'action romance Thirumalai, avec Jyothika, réalisé par le débutant Ramana et produit par K. Balachander's Kavithalaya Productions,. Thirumalai était considéré comme un tournant dans la carrière de Vijay qui ressuscite son image de héros de masse. Udhaya est sorti au début de mars 2004. Ghilli, un remake du film Télougou, Okkadu, est sorti en 2004 et a duré deux cents jours dans les salles du Tamil Nadu. Réalisé par S. Dharani et produit par A. M. Rathnam, il était la vedette de Trisha et Prakash Raj. Ghilli est le premier film tamoul de tous les temps à rapporter plus de cinq cents millions de roupie indienne au box-office national.Il a été suivi par Madhurey, réalisé par Ramana Madhesh.
En 2005, il est apparu dans le blockbuster Thirupaachi (2005)de Perarasu. Vijay remporte le Prix spécial du Tamil Nadu State Film Award pour sa performance,. il marquera également une apparition dans Sukran, réalisé par son père, puis dans la comédie romantique Sachien, avec Genelia D'Souza, réalisé par John Mahendran, et enfin dans Sivakasi, avec Asin, encore une fois dirigé par Perarasu. Aathi, le remake du film Télougou Athanokkade, est sorti début 2006. Il est produit par son père S.A. Chandrasekhar et à nouveau réalisé par Ramana. Début 2007, Vijay est apparu dans le film de gangsters, Pokkiri, un remake du film Télougou du même nom. Réalisé par Prabhu Deva, il est devenu le troisième film tamoul le plus rentable de 2007. Pokkiri est le premier film tamoul de tous les temps à être diffusé pendant cent jours dans les salles de cinéma du Kerala et a été salué par la critique.
Fin 2007, Vijay a joué dans Azhagiya Tamil Magan, réalisé par Bharathan, dont c'est le premier film en tant que réalisateur. Vijay a joué un double rôle pour la première fois de sa carrière. Il a joué les rôles d'antagoniste et de protagoniste. Le film n'a connu qu'un succès modéré au box-office. En 2008, il a joué dans un film mêlant comédie et action, Kuruvi, sous la direction de Dharani. L'année 2009 a commencé avec le film d'action Villu, dans lequel Vijay s'est de nouveau associé à Prabhu Deva et a joué un autre double rôle. Sorti un peu plus tard dans l'année, Vettaikaaran est devenu l'un des films tamouls les plus rentables de 2009. En 2010, il a joué pour son 50e film, Sura, qui s'avère un échec critique et commercial.

### 2011-2016: Plusieurs succès au box-office
Vijay rejoint le réalisateur Siddique pour la comédie romantique Kaavalan (2011), un remake du film malayalam Bodyguard. Il a reçu des réponses positives des critiques et a été un succès au box-office. Kaavalan a été projeté au Festival international du film de Shanghai en Chine. Pendant Diwali, la même année, le film d'action Velayudham est devenu l'un des films les plus rentables de 2011. Vijay tient ensuite un rôle dans Nanban, le remake du film bollywoodien 3 Idiots, où il a joué le rôle tenu par Aamir Khan dans l'original. Réalisé par S. Shankar, il est sorti pendant le week-end de Pongal en 2012 et a été un succès financier. Il a été projeté au Festival international du film de Melbourne en Australie. La performance de Vijay dans le film a été saluée par les critiques, mais aussi par l'acteur indien Kamal Haasan. Nanban a ensuite terminé cent jours de diffusion dans les salles de cinéma. Il a fait une apparition spéciale dans le film bollywoodien Rowdy Rathore, avec Akshay Kumar et réalisé par Prabhu Deva.
Le film suivant de Vijay, le thriller d'action Thuppakki, réalisé par A. R. Murugadoss est sorti le jour de Diwali en 2012 avec des critiques plutôt positives. Le film est devenu le troisième film tamoul à entrer dans le club de 1 milliard de roupies (14 millions de dollars) après Sivaji en 2007 et Enthiran en 2010. Thuppakki est devenu le film le plus rentable de la carrière de Vijay. En plus de devenir un film à succès commercial, Thuppakki a remporté diverses nominations et remporté des prix nationaux. Thalaivaa, réalisé par A. L. Vijay, est sorti le 9 août 2013 dans le monde entier, à l'occasion de l'Aïd el-Fitr, et a eu une sortie retardée au 20 août 2013 au Tamil Nadu. Jilla, avec Kajal Aggarwal et l'acteur malayalam Mohanlal, est réalisé par R. T. Neason, qui est sorti en janvier 2014 et a connu un succès au box-office.
Vijay a de nouveau travaillé avec A. R. Murugadoss dans le thriller d'action Kaththi, avec Samantha Ruth Prabhu et Neil Nitin Mukesh qui a été publié en 2014 avec des critiques plutôt positives. Il a joué un double rôle pour la troisième fois. C'était le film tamoul le plus rentable de 2014. En 2015, le film fantastique Puli, se déroulant dans un monde féerique, est sorti. Si le film reçoit des éloges concernant les effets spéciaux et la performance des acteurs, des critiques seront émises envers le scénario du film. Le thriller d'action Theri, réalisé par Atlee, avec Samantha Ruth Prabhu et Amy Jackson, est sorti en avril 2016 avec des critiques positives. Le film a atteint un record au box-office mondial,. Son succès a été confirmé dans l'État voisin du Kerala et dans des pays comme la Malaisie, les États-Unis, le Royaume-Uni et la France.

### Depuis 2017: Davantage de succès critiques et commerciaux
Le film masala Bairavaa, réalisé par Bharathan, avec Keerthy Suresh est sorti en janvier 2017. Le thriller d'action Mersal, réalisé par Atlee, avec Samantha Ruth Prabhu, Kajal Aggarwal, avec lesquelles il a déjà joué deux fois ces cinq dernières années, et Nithya Menen, est sorti pour Diwali en octobre 2017. Il a joué un triple rôle dans ce film,. Le film a été distribué dans plus de dix pays. Il est devenu le premier film tamoul à être projeté dans quatre grandes villes japonaises, Tokyo, Ebina, Osaka et Nagoya. Pour son rôle, Vijay remporte le prix du meilleur acteur international aux IARA Awards et le film a été nommé aux National Film Awards UK en 2018 puis a obtenu le prix du meilleur film en langue étrangère,. Il a également été projeté au Festival international du film fantastique de Bucheon en Corée du Sud. Le film politique Sarkar, réalisé par A. R. Murugadoss, avec qui il collabore pour la troisième fois, est sorti en novembre 2018. Bigil, un film d'action alliant gangsters et football féminin, signe la troisième collaboration de Vijay avec Atlee et est le film tamoul le plus rentable de 2019, étant présent sur les marchés nationaux et étrangers.
Le thriller Master est sorti sur les grands écrans le 13 janvier 2021. En 2022, le film d'action Beast, mettant également en scène Pooja Hegde, est sorti avec des critiques mitigées. Si la performance de Vijay est saluée, le scénario sera, en revanche, fortement critiqué. Le film familial Varisu, sorti pour la fête du Pongal en janvier 2023, sera considéré comme un grand succès. Leo a été réalisé par Lokesh Kanagaraj, avec qui Vijay collabore pour la deuxième fois après Master. Ce thriller réunit au casting Sanjay Dutt, Trisha ou encore Arjun Sarja et est sorti en octobre 2023. C'est le troisième film du Lokesh Cinematic Universe, après Kaithi et Vikram, et est inspiré du film américain A History of Violence, sorti en 2005 et réalisé par David Cronenberg. Le personnage de Vijay, Parthiban, est lui-même inspiré du personnage tenu par Viggo Mortensen dans ce même film.

## Carrière politique
Le 2 Février 2024, Vijay commence sa carrière politique en créant son propre parti : le Tamilaga Vettri Kazhagam(dit TVK). Le 27 octobre 2024, il apparaît dans sa première conférence de presse à Vikravandi,Tamil Nadu, suscitant une grande réponse médiatique à l'échelle régionale.

## Filmographie

### Acteur
| Année | Film                      | Rôle(s)                                     | Réalisateur(s)      | Notes                           |
| ----- | ------------------------- | ------------------------------------------- | ------------------- | ------------------------------- |
| 1984  | Vetri                     | Vijay                                       | S. A. Chandrasekhar | Rôle enfant; apparence spéciale |
| 1984  | Kudumbam                  | Narada                                      | S. A. Chandrasekhar | Rôle enfant; apparence spéciale |
| 1986  | Vasantha Raagam           | Vijay                                       | S. A. Chandrasekhar | Rôle enfant; apparence spéciale |
| 1987  | Sattam Oru Vilayaattu     | Raja                                        | S. A. Chandrasekhar | Rôle enfant; apparence spéciale |
| 1988  | Ithu Engal Neethi         | Vijay                                       | S. A. Chandrasekhar | Rôle enfant; apparence spéciale |
| 1992  | Naalaiya Theerpu          | Vijay                                       | S. A. Chandrasekhar | 1er Film                        |
| 1993  | Sendhoorapandi            | Vijay                                       | S. A. Chandrasekhar |                                 |
| 1994  | Rasigan                   | Vijay                                       | S. A. Chandrasekhar |                                 |
| 1995  | Deva                      | Deva                                        | S. A. Chandrasekhar |                                 |
| 1995  | Rajavin Parvaiyile        | Raja                                        | Janaki Soundar      |                                 |
| 1995  | Vishnu                    | Vishnu (Krishna)                            | S. A. Chandrasekhar |                                 |
| 1995  | Chandralekha              | Rahim Rowther                               | Nambirajan          |                                 |
| 1996  | Coimbatore Mappillai      | Balu                                        | C. Ranganathan      |                                 |
| 1996  | Poove Unakkaga            | Raja                                        | Vikraman            |                                 |
| 1996  | Vasantha Vaasal           | Vijay                                       | M. R.               |                                 |
| 1996  | Maanbumigu Maanavan       | Sivaraj                                     | S. A. Chandrasekhar |                                 |
| 1996  | Selva                     | Selvan                                      | A. Venkatesh        |                                 |
| 1997  | Kaalamellam Kaathiruppen  | Kannan                                      | R. Sundarrajan      |                                 |
| 1997  | Love Today                | Ganesh                                      | Balasekaran         |                                 |
| 1997  | Once More                 | Vijay                                       | S. A. Chandrasekhar |                                 |
| 1997  | Nerrukku Ner              | Vijay                                       | Vasanth             |                                 |
| 1997  | Kadhalukku Mariyadhai     | Jeevanandham (Jeeva)                        | Fazil               |                                 |
| 1998  | Ninaithen Vandhai         | Gokulakrishnan                              | K. Selva Bharathy   |                                 |
| 1998  | Priyamudan                | Vasanth                                     | Vincent Selva       |                                 |
| 1998  | Nilaave Vaa               | Siluvai                                     | A. Venkatesh        |                                 |
| 1999  | Thulladha Manamum Thullum | Kutty                                       | Ezhil               |                                 |
| 1999  | Endrendrum Kadhal         | Vijay                                       | Manoj Gyan          |                                 |
| 1999  | Nenjinile                 | Karunakaran (Karuna)                        | S. A. Chandrasekhar |                                 |
| 1999  | Minsara Kanna             | Kannan (Kasi)                               | K. S. Ravikumar     |                                 |
| 2000  | Kannukkul Nilavu          | Gautham Prabhakar                           | Fazil               | 25e Film                        |
| 2000  | Kushi                     | Shiva                                       | S. J. Suryah        |                                 |
| 2000  | Priyamaanavale            | Vijay Vishwanathan                          | K. Selva Bharathy   |                                 |
| 2001  | Friends                   | Aravindhan                                  | Siddique            |                                 |
| 2001  | Badri                     | Sri Badrinatha Moorthy (Badri)              | P. A. Arun Prasad   |                                 |
| 2001  | Shahjahan                 | Ashok Ilango                                | Ravi Abbulu         |                                 |
| 2002  | Thamizhan                 | Surya                                       | Majith              |                                 |
| 2002  | Youth                     | Shiva                                       | Vincent Selva       |                                 |
| 2002  | Bagavathi                 | Bhagavathi                                  | A. Venkatesh        |                                 |
| 2003  | Vaseegara                 | Bhoopathy                                   | K. Selva Bharathy   |                                 |
| 2003  | Pudhiya Geethai           | Sarathi                                     | K. P. Jagan         |                                 |
| 2003  | Thirumalai                | Thirumalai                                  | Ramana              |                                 |
| 2004  | Udhaya                    | Udhayakumaran (Udhaya)                      | Azhagam Perumal     |                                 |
| 2004  | Ghilli                    | Saravanavelu (Velu, Ghilli)                 | Dharani             |                                 |
| 2004  | Madhurey                  | Maduravel (Madhurey)                        | Ramana Madhesh      |                                 |
| 2005  | Thirupaachi               | Sivagiri (Giri)                             | Perarasu            |                                 |
| 2005  | Sukran                    | Sukran                                      | S. A. Chandrasekhar | Apparence spéciale              |
| 2005  | Sachein                   | Sachein                                     | John Mahendran      |                                 |
| 2005  | Sivakasi                  | Muthappa (Sivakasi)                         | Perarasu            |                                 |
| 2006  | Aathi                     | Aathikesavan (Aathi)                        | Ramana              |                                 |
| 2007  | Pokkiri                   | Sathyamoorthy (Thamizh)                     | Prabhu Deva         |                                 |
| 2007  | Azhagiya Thamizh Magan    | Gurumoorthy (Guru), Prasad                  | Bharathan           | Double apparence, Double rôle   |
| 2008  | Kuruvi                    | Vetrivel (Velu, Kuruvi)                     | Dharani             |                                 |
| 2008  | Pandhayam                 | Lui-même                                    | S. A. Chandrasekhar | Apparence spéciale              |
| 2009  | Villu                     | Pugazh, Saravanan                           | Prabhu Deva         |                                 |
| 2009  | Vettaikaaran              | Ravi (Police Ravi)                          | B. Babusivan        |                                 |
| 2010  | Sura                      | Sura                                        | S. P. Rajkumar      | 50e Film                        |
| 2011  | Kaavalan                  | Bhoominathan (Bhoomi)                       | Siddique            |                                 |
| 2011  | Velayudham                | Velayudham (Velu)                           | Mohan Raja          |                                 |
| 2012  | Nanban                    | Kosaksi Pasapugazh (Panchavan Parivendan)   | S. Shankar          |                                 |
| 2012  | Thuppakki                 | Jagadish Dhanapal                           | A. R. Murugadoss    |                                 |
| 2013  | Thalaivaa                 | Vishwa Ramadorai (Vishwa Bhai)              | A. L. Vijay         |                                 |
| 2014  | Jilla                     | Shakthi (Jilla)                             | R. T. Neason        |                                 |
| 2014  | Kaththi                   | Kathiresan (Kaththi), Jeevanandham (Jeeva)  | A. R. Murugadoss    | Double apparence, Double rôle   |
| 2015  | Puli                      | Marudheeran, Pulivendhan                    | Chimbu Deven        |                                 |
| 2016  | Theri                     | Vijay Kumar (Joseph Kuruvilla, Dharmeshwar) | Atlee Kumar         |                                 |
| 2017  | Bairavaa                  | Bairavaa                                    | Bharathan           |                                 |
| 2017  | Mersal                    | Vetri, Maaran, Vetrimaaran                  | Atlee Kumar         | Triple apparence, Triple rôle   |
| 2018  | Sarkar                    | Sundar Ramaswamy                            | A. R. Murugadoss    |                                 |
| 2019  | Bigil                     | Michael (Bigil), Rayappan                   | Atlee Kumar         | Double apparence, Double rôle   |
| 2021  | Master                    | John Durairaj (J.D)                         | Lokesh Kanagaraj    |                                 |
| 2022  | Beast                     | Veera Raghavan                              | Nelson Dilipkumar   |                                 |
| 2023  | Varisu                    | Vijay Rajendran                             | Vamshi Paidipally   |                                 |
| 2023  | Leo                       | Parthiban (Parthi) / Leo Das                | Lokesh Kanagaraj    |                                 |
| 2024  | The Greatest of All Time  | M.S. Gandhi, Jeevan Gandhi / Sanjay Menon   | Venkat Prabhu       | Double apparence, Double rôle   |
| 2026  | Jana Nayagan              |                                             | H. Vinoth           | En tournage                     |

### Chanteur
| Year | Song                         | Album                    |
| ---- | ---------------------------- | ------------------------ |
| 1994 | "Bombay City Sukkha Rotti"   | Rasigan                  |
| 1995 | "Oru Kaditham"               | Deva                     |
| 1995 | "Aiyaiyoo Alamelu"           | Deva                     |
| 1995 | "Kottagiri Kuppamma"         | Deva                     |
| 1995 | "Thottabettaa Rottu Melae"   | Vishnu                   |
| 1996 | "Bombay Party Shilpa Shetty" | Coimbatore Mappillai     |
| 1996 | "Thiruppathy Ponaa Mottai"   | Maanbumigu Maanavan      |
| 1996 | "Chicken Kari"               | Selva                    |
| 1997 | "Anjaam Number Bussil Yeri"  | Kaalamellam Kaathiruppen |
| 1997 | "Oormilaa Oormilaa"          | Once More                |
| 1997 | "Oh Baby Baby"               | Kadhalukku Mariyadhai    |
| 1998 | "Mowriya Mowriya"            | Priyamudan               |
| 1998 | "Kaalathuketha Oru Gana"     | Velai                    |
| 1998 | "Nilave Nilave"              | Nilaave Vaa              |
| 1998 | "Chandira Mandalathai"       | Nilaave Vaa              |
| 1999 | "Thammadikkira Styla Pathu"  | Periyanna                |
| 1999 | "Juddadi Laila"              | Periyanna                |
| 1999 | "Roadula Oru"                | Periyanna                |
| 1999 | "Thanga Nirathuku"           | Nenjinile                |
| 2000 | "Mississippi Nadhi Kulunga"  | Priyamaanavale           |
| 2001 | "Ennoda Laila"               | Badri                    |
| 2002 | "Ullathai Killadhae"         | Thamizhan                |
| 2002 | "Coca-Cola (Podango)"        | Bagavathi                |
| 2005 | "Vaadi Vaadi"                | Sachein                  |
| 2012 | "Google Google"              | Thuppakki                |
| 2013 | "Vanganna Vanakkanganna"     | Thalaivaa                |
| 2014 | "Kandangi Kandangi"          | Jilla                    |
| 2014 | "Selfie Pulla"               | Kaththi                  |
| 2015 | "Yaendi Yaendi"              | Puli                     |
| 2016 | "Chella Kutti"               | Theri                    |
| 2017 | "Papa Papa"                  | Bairavaa                 |
| 2019 | "Verithanam"                 | Bigil                    |
| 2021 | "Kutti Story"                | Master                   |
| 2022 | "Jolly O Gymkhana"           | Beast                    |
| 2023 | "Ranjithame"                 | Varisu                   |
| 2023 | "Naa Ready"                  | Leo                      |
| 2024 | "Whistle Podu"               | The Greatest Of All Time |
| 2024 | "Chinna Chinna Kangal"       | The Greatest Of All Time |

## Distinctions

### Prix d'honneur
- Kalaimamani (1998)
- Doctorat honorifique - Dr M.G.R. Institut d'enseignement et de recherche (2007)

### Cinema Express Awards
- Meilleur acteur au nouveau visage pour Naalaiya Theerpu (1992)

### Tamil Nadu State Film Awards
- Meilleur acteur pour Kadhalukku Mariyadhai (1997)
- MGR Award (2000)
- Prix spécial du Tamil Nadu State Film Award pour Thirupaachi (2005)

### Roja Duke's Film Awards
- Meilleur acteur pour Kadhalukku Mariyadhai (1997)

### Madras Club Awards
- Meilleur acteur pour Ghilli (2004)

### Dinakaran Awards
- Meilleur acteur pour Ghilli (2004)

### FilmToday Awards
- Meilleur acteur pour Ghilli (2004)

### Mathrubhumi Film Awards
- Meilleur acteur Tamoul pour Pokkiri (2007)

### Isaiaruvi TV Awards
- Meilleur héros pour Pokkiri (2007)
- Acteur préféré pour Vettaikaaran (2009)

### Variety Film Awards
- Héros préféré de l'année pour Kaavalan et Velayudham (2011)

### Vijay Awards
- Superstar de demain (2006)
- Artiste de l'année pour Pokkiri et Azhagiya Tamil Magan (2007)
- Héros préféré pour Vettaikaaran (2009)
- Artiste de l'année pour Nanban et Thuppakki (2012)
- Héros préféré pour Thuppakki (2012)
- Chanson préféré (Google Google) pour Thuppakki (2012)
- Héros préféré pour Thalaivaa (2013)
- Artiste de l'année pour Jilla et Kaththi (2014)
- Héros préféré pour Mersal (2017)

### Gaana Music Awards
- Chanson populaire de l'année (Vaanganna Vannakanganna) pour Thalaivaa (2013)

### Film Awards
- Special Award - Acteur tamoul le plus populaire (2010)

### Edison Awards
- Meilleur acteur et Prix Super Star Rajinikanth pour Velayudham (2011)
- Héros de masse pour Theri (2016)
- Héros de masse pour Mersal (2017)

### Prix Cosmopolitan
- Prix du choix du meilleur acteur pour Nanban et Thuppakki (2012)

### Prix du cinéma Ananda Vikatan
- Meilleur acteur pour Nanban et Thuppakki (2012)
- Meilleur acteur pour Mersal (2017)

### Prix Techofes
- Meilleur acteur pour Thuppakki (2012)
- Acteur favori pour Thalaivaa (2013)
- Acteur favori pour Mersal (2017)
- Meilleur artiste pour Mersal (2017)

### Prix des films internationaux du sud de l'Inde
- Meilleur artiste pour Theri (2016)

### Kumudam Polls
- Special Award - Prix du choix de la superstar (2014)

### Médailles d'or de Behindwoods
- Meilleur acteur dans un rôle principal - Masculin pour Kaththi (2014)
- Acteur de choix du public Masculin pour Kaththi (2014)
- Acteur de choix du public Masculin pour Theri (2016)
- Prix de Samrat box office du sud de l'Inde (2016)

### IARA Awards
- Meilleur acteur international pour Mersal (2017)

### Indiatoday Polls
- Special Award - Meilleur acteur du Tamil Nadu (2018)

### Zee Cine Awards
- Héros préféré pour Bigil (2019)

### Osaka Awards
- Meilleur acteur pour Master (2021)